# Casella
Casella (en ligur Casélla ) és un comune italià, situat a la regió de la Ligúria i a la ciutat metropolitana de Gènova. El 2011 tenia 3.226 habitants. Limita amb les comunes de Montoggio, Savignone, Serra Riccò i Valbrevenna.

## Geografia
Situat a la vall del Scrivia, compta amb una superfície de 8,07 km² i les frazioni d'Avosso, Carpeneta, Cortino, Parata, Regiosi, Salvega i Stabbio.